# 14-я ракетная дивизия
14-я ракетная Киевско-Житомирская ордена Кутузова дивизия (войсковая часть 34096) — соединение в составе 27-й гвардейской ракетной Витебской армии ракетных войск стратегического назначения, расположенное в городе Йошкар-Ола Республики Марий Эл.
Сокращённое наименование — 14 рд.

## История
25 мая 1960 года на базе 234-й гаубичной артиллерийской бригады, 222-го истребительного противотанкового артиллерийского Киевско-Житомирского ордена Кутузова полка, 88-го отдельного истребительного противотанкового дивизиона, 215-й и 74-й школ ВВС была сформирована 201-я ракетная бригада. В августе того же года управление бригады и узла связи были передислоцированы из города Саранск в город Йошкар-Ола Марийской АССР.
Передислокацией и организацией 201-й ракетной бригады на территории Марийской АССР руководил участник Великой Отечественной войны майор Поспехов Константин Иванович, в 1964 г. удостоенный за это очередного воинского звания «подполковник» и ордена Красной Звезды.
30 мая 1961 года 201-я ракетная бригада директивой МО СССР преобразована в ракетную дивизию с дислокацией в городе Йошкар-Ола. Почётное наименование и орден Кутузова III степени переданы по преемственности.
В январе 1962 года были завершены работы по монтажу пусковых устройств и грузовым испытаниям установщиков, а 12 февраля 1962 года управление ракетной дивизии и первый ракетный дивизион заступили на боевое дежурство.
Всего боевыми расчётами дивизии был произведён 61 учебно-боевой пуск ракет, из них 40 — на оценку «отлично».

## Состав
Состав:

### В 1962 году (201-я ракетная бригада)
Состав:
- управление ракетной бригады (в/ч 34096);
- 675 ракетный полк (в/ч 54070);
- 676 ракетный полк (в/ч 44083);
- 687 ракетный полк (в/ч 44158);
- 690 ракетный полк (в/ч 44204);
- 1536 подвижная ремонтно-техническая база (в/ч 54200);
- 293 узел связи (в/ч 03301);
- 235 отдельный батальон охраны (в/ч 03597);
- отдельная батарея боевого обеспечения (в/ч по литеру);
- 573 отдельная эксплуатационно-ремонтная рота (в/ч 34535);
- 653 отдельная железнодорожная эксплуатационная рота (в/ч 34584);
- 456 отдельная инженерно-техническая рота (в/ч 34571);
- 463 отдельная автотранспортная рота (в/ч 34466);
- 492 ремонтная мастерская ракетного и артиллерийского вооружения (в/ч по литеру);
- гарнизонный офицерский клуб (в/ч по литеру);
- 536 хлебопекарня (в/ч по литеру);
- школа подготовки сержантов (в/ч по литеру).

### В 1965 году (14 ракетная дивизия)
- 675 ракетный полк с 2 ПУ Р-16;
- 687 ракетный полк без вооружения;
- 690 ракетный полк с 2 ПУ Р-16;
- 702 ракетный полк с 2 ПУ Р-16;
- 611 ракетный полк с 2 ПУ Р-16;
- 124 ракетный полк с 2 ПУ Р-16;
- 558 ракетный полк с 2 ПУ Р-16.

### В 1972 году
- 690 ракетный полк с 6 ПУ Р-16;
- 675 ракетный полк с 6 ПУ Р-16;
- 702 ракетный полк с 10 ШПУ РТ-2;
- 611 ракетный полк с 10 ШПУ РТ-2;
- 514 ракетный полк с 10 ШПУ РТ-2;
- 518 ракетный полк с 10 ШПУ РТ-2;
- 558 ракетный полк с 10 ШПУ РТ-2;
- 124 ракетный полк с 10 ШПУ РТ-2.

### В 1982 году
- 702 ракетный полк с 10 ШПУ РТ-2П;
- 611 ракетный полк с 10 ШПУ РТ-2П;
- 514 ракетный полк с 10 ШПУ РТ-2П;
- 518 ракетный полк с 10 ШПУ РТ-2П;
- 558 ракетный полк с 10 ШПУ РТ-2П;
- 124 ракетный полк с 10 ШПУ РТ-2П.

### В 2000 году
- 779 ракетный полк с 9 ПУ РТ-2ПМ;
- 697 ракетный полк с 9 ПУ РТ-2ПМ;
- 290 ракетный полк с 9 ПУ РТ-2ПМ;
- 702 ракетный полк с 9 ПУ РТ-2ПМ.

## Командование
- 4 августа 1960 года — 12 апреля 1963 года — генерал-майор Агеев Дмитрий Дмитриевич[7];
- 12 апреля 1963 года — 13 марта 1969 года — полковник (с 16 мая 1965 года — генерал-майор) Утросин Анатолий Андреевич[8];
- 3 марта 1969 года — 2 июня 1971 года — генерал-майор Алёшкин Анатолий Александрович[9];
- 2 июня 1971 года — 19 апреля 1973 года — полковник (с 14 декабря 1972 года — генерал-майор) Яшин Юрий Алексеевич[10];
- 19 апреля 1973 года — 30 августа 1976 года — полковник (позже — генерал-майор) Кочемасов Станислав Григорьевич[11];
- 30 августа 1976 года — 8 июля 1980 года — полковник (с 30 октября 1978 года — генерал-майор) Колесников Геннадий Алексеевич[12];
- 8 июля 1980 года — 26 февраля 1985 года — полковник (с 17 декабря 1982 года — генерал-майор) Сизов Вячеслав Михайлович[13];
- 26 февраля 1985 года — 14 ноября 1987 года — полковник (позже — генерал-майор) Перминов Анатолий Николаевич[14];
- 14 ноября 1987 года — 30 декабря 1994 года — полковник (с 25 апреля 1990 года — генерал-майор) Цечоев Муса Султанович[15];
- 30 декабря 1994 года — 19 января 2004 года — полковник (с 22 февраля 1996 года — генерал-майор) Шевцов Владимир Игоревич[16];
- 19 января 2004 года — 11 октября 2007 года — генерал-майор Краснов Михаил Геннадьевич[17];
- 11 октября 2007 года — 29 октября 2010 года — генерал-майор Иваницкий Сергей Степанович[18];
- октябрь 2010 года — август 2013 года — полковник (с декабря 2012 года генерал-майор) Афонин Игорь Сергеевич[19];
- август 2013 года — декабрь 2014 года — полковник (с декабря 2013 года генерал-майор) Бурбин Андрей Анатольевич[19][20];
- декабрь 2014 года — декабрь 2020 года — полковник (с декабря 2016 генерал-майор) Тарасов Виталий Михайлович[21];
- с декабря 2020 года — генерал-майор Тетёркин Олег Владимирович[22]В Йошкар-Оле продолжается празднование годовщины Победы. МК.ru (9 мая 2024). Дата обращения: 20 апреля 2025.</ref>.

## Вооружение
В различные годы на вооружении дивизии стояли ракетные комплексы:
- 1969—1977 гг. — Р-16У (8К64У);
- 1971—1980 гг. — РТ-2 (8К98);
- 1976—1994 гг. — РТ-2П (8К98П);
- 1985—2019 гг. — РТ-2ПМ «Тополь» (15Ж58)[23][24][25];
- c 2015 г. — РС-24 «Ярс»[25][26].